# Erwin Böttinger
Erwin Böttinger ist ein deutscher Mediziner.

## Leben
Nach seinem Abitur 1979 am Graf-Stauffenberg Gymnasium in Bamberg studierte er Medizin an der Friedrich-Alexander-Universität Erlangen-Nürnberg (Approbation und Promotion zum Dr. med. 1986).
Die Ärztliche Weiterbildung in Innere Medizin absolvierte Böttinger 1987–1990 am Cabrini Medical Center, New York.
Anschließend spezialisierte er sich in Boston auf Nephrologie als Clinical and Research Fellow am Massachusetts General Hospital und an der Harvard Medical School.
Ab 1993 war er am National Cancer Institute, National Institutes of Health, in Bethesda (Maryland), zunächst als Research Fellow, ab 1995 als Visiting Associate.
1997 wechselte Böttinger als Assistant Professor ans Albert Einstein College of Medicine in die Bronx, NY. 
2001 wurde er zum Associate Professor befördert. 2004 wechselte er als Ordentlicher Professor an die Icahn School of Medicine at Mount Sinai.
2015 folgte er dem Ruf an die Charité auf eine W3-Professur für Personalisierte Medizin, wo er gleichzeitig das Amt des CEO des Berlin Institute of Health ausübte.
2017 wechselte Böttinger an die Universität Potsdam auf eine W3-Professur for Digital Health Personalized Medicine, wo er das Digital Health Center am Hasso-Plattner-Institut leitet. Im März 2019 wurde gemeinsam mit Mount Sinai Health System das Hasso Plattner Institute for Digital Health at Mount Sinai (HPIMS) gegründet, das Böttinger gemeinsam mit 
Thomas J. Fuchs leitet.
Zum 31. März 2023 verließ Böttinger auf eigenen Wunsch das Hasso-Plattner-Institut und schied als Co-Director des Hasso Plattner Institutes for Digital Health at Mount Sinai in New York aus, um sich im Ausland neuen Aufgaben zu widmen.